# جيمي جونسون (مقدم تلفزيوني)
جيمي جونسون (بالإنجليزية: Jimmy Johnson)‏ (و. 1943  م) هو مقدم تلفزيوني، وممثل، ولاعب كرة قدم أمريكية أمريكي، ولد في بورت أرثر، بدأ مشواره المهني سنة 1969.

## التعليم
تعلم في Memorial High School (Port Arthur, Texas) ‏
.

## وصلات خارجية
- جيمي جونسون على موقع IMDb (الإنجليزية)
- جيمي جونسون على موقع إن إن دي بي (الإنجليزية)
- جيمي جونسون على موقع قاعدة بيانات الفيلم (الإنجليزية)
- جيمي جونسون على موقع قاعة فلوريدا للمشاهير الرياضية (الإنجليزية)

- جيمي جونسون في قاعدة بيانات الأفلام على الإنترنت